# Trae tha Truth

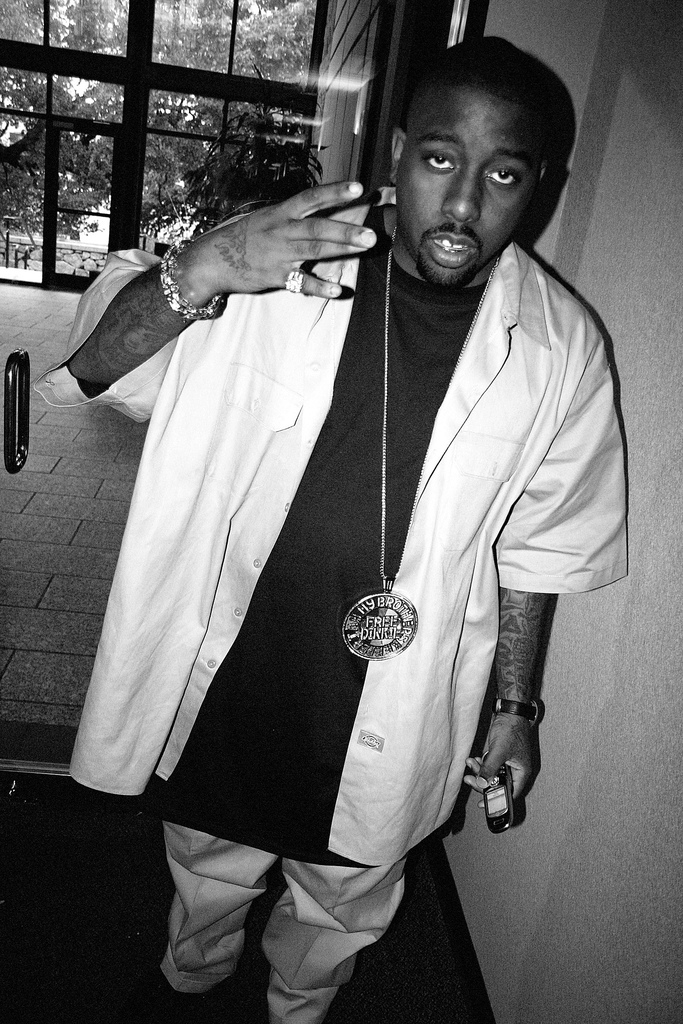
Trae de Guerilla Mobb

Frazier Othel Thompson (nascido em 3 de julho de 1980), mais conhecido pelo seu nome artístico Trae Tha Truth ou simplesmente Trae, é um rapper americano de Houston, Texas. Ele fez parte do southern coletivo Screwed Up Click. Trae, Z-Ro, e Dougie.